# Gunnerus Bank
Gunnerus Bank (norw. Gunnerusbanken) – ławica na Oceanie Południowym, położona niedaleko Półwyspu Riiser-Larsena i Wybrzeża Księcia Haralda. Nazwa została zatwierdzona przez organizację Advisory Committee for Undersea Features w lipcu 1964 roku. Została odkryta przez Hjalmara Riiser-Larsena. Jej minimalna głębokość wynosi 230 sążeń (420 m).